# Andrej Lunusjkin
Andreas Andrej Lunusjkin, född 26 juni 1987 i Moskva i Sovjetunionen, är en svensk skådespelare. Han kom med sin familj till Sverige som sexåring och är uppvuxen i Fisksätra i Nacka kommun. Han spelade rollen som Sandor i Sandor slash Ida, filmatiseringen av Sara Kadefors Augustvinnande ungdomsbok med samma namn. Vid inspelningstillfället studerade han vid Kungliga Svenska Balettskolan i Stockholm.

## Filmografi
- 2005 – Sandor slash Ida - Sandor